# Teatro romano di Acerra
Il teatro romano di Acerra è un teatro romano costruito intorno al I-II secolo d.C. ad Acerra e ritrovato durante i lavori di scavo sotto le scuderie del Castello dei Conti di Acerra nel 1982. Tuttavia, già nel passato alcuni studiosi, come l'archeologo Amedeo Maiuri, ne avevano ipotizzato l'esistenza.

## Storia

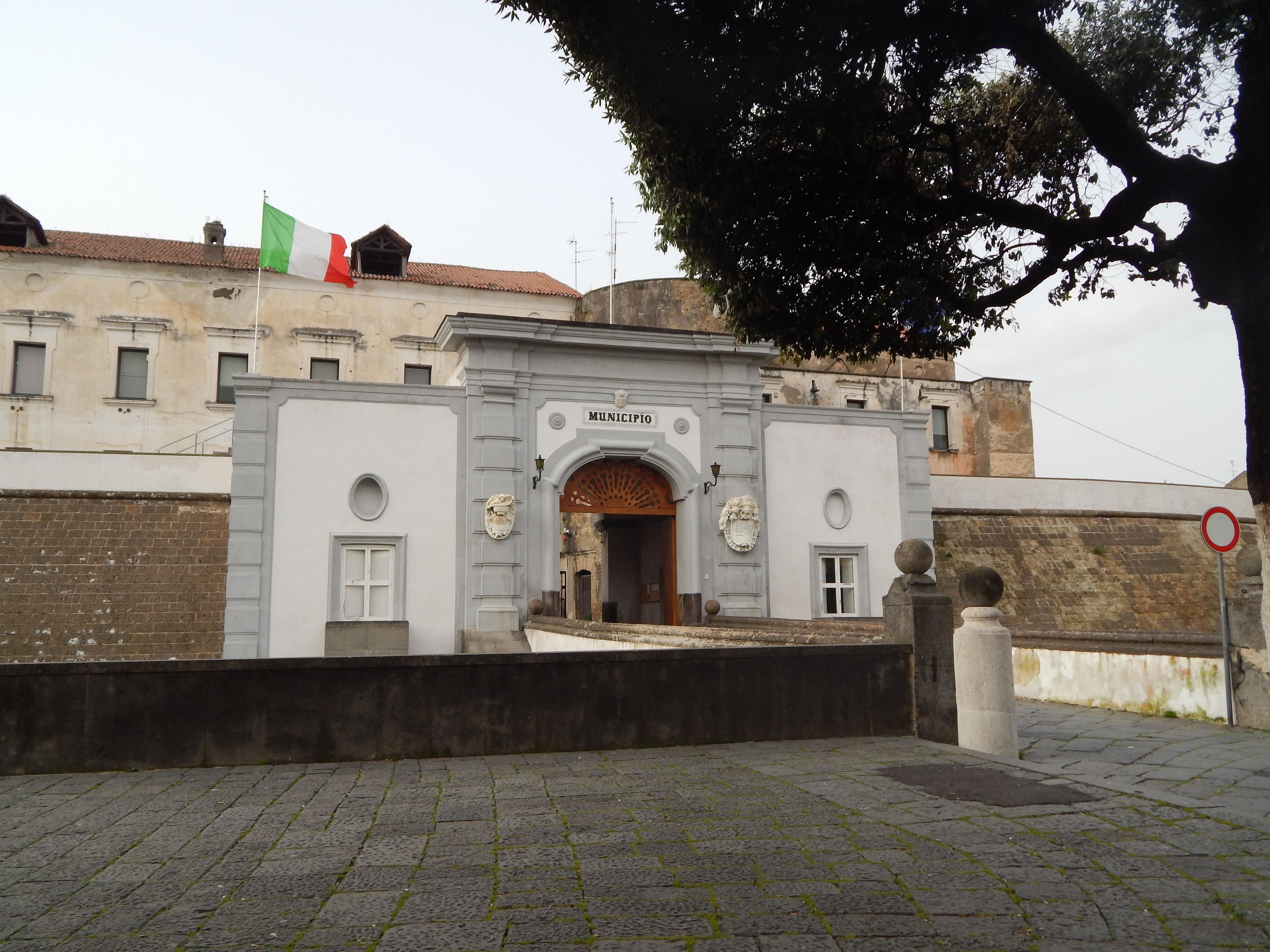
Il Castello Baronale di Acerra, dove sono stati rinvenuti i resti del teatro romano.

Grazie a due epigrafi, ritrovate durante gli scavi al di sotto delle scuderie, diretti dall'archeologa Daniela Giampaola nel 1982, è noto che Gneo Stennio Egnazio, sacerdote di Iside e Serapide, offrì agli antichi acerrani una giornata di ludi:
(Epigrafe di Gneo Stennio Egnazio.)

Al tempo di Domiziano, invece, al quale è dedicata la seconda epigrafe, è noto che:
(Epigrafe)
Inoltre, pur essendo del I secolo d.C. le mura rinvenute durante gli scavi, il ritrovamento di elementi in marmo che decoravano la scena, e  un blocco di tufo su cui sono scolpiti artigli, facente parte, probabilmente,  di una scultura, hanno portato gli archeologi a ipotizzare l'esistenza di un teatro del II secolo a.C. sottostante a quello attualmente visibile.

## Descrizione dell'edificio
Il teatro è costituito da mura, risalenti al I secolo d.C, di forma ellittica e costruite in opus reticulatum, con ammorsature in opus mixtum e  in alcuni tratti in opus caementicium, probabilmente a causa dell'esistenza di una costruzione precedente o perché  quell'ambiente fu anticamente percorribile al di sotto, e, infine, un fossato, di epoca medievale, anch'esso della stessa forma. Tuttavia, durante gli scavi non sono state ancora rinvenute la cavea e l'orchestra, situate, probabilmente, sotto il cortile e il giardino.